# 극장판 딜리셔스 파티♡프리큐어 꿈꾸는♡어린이 런치!
극장판 딜리셔스 파티♡프리큐어 꿈꾸는♡어린이 런치!는 2022년 9월 23일에 개봉한 애니메이션 영화이다.
캐치 카피는 「<드리미아>에 오신 것을 환영합니다! 모두 함께 외출 코메♡>」, 「<영화관이 웃는 얼굴 넘치는 <테마파크>에!?>」.

## 개요
일본에서 방영 중인 딜리셔스 파티♡프리큐어의 단독 극장판이다. 프리큐어 시리즈의 극장판으로는 통산 31번째에 해당한다.

## 등장인물

### 딜리셔스 파티♡프리큐어
프리큐어
- 나고미 유이/큐어 프레셔스(일본어: 和実 ゆい / キュアプレシャス)

성우 - 히시카와 하나
- 후와 코코네/큐어 스파이시(일본어: 芙羽 ここね / キュアスパイシー)

성우 - 시미즈 리사
- 하나미치 란/큐어 얌얌(일본어: 華満 らん / キュアヤムヤム)

성우 - 이구치 유카
- 카사이 아마네/큐어 피날레(일본어: 菓彩 あまね / キュアフィナーレ)

성우 - 카야노 아이
요정
- 코메코메(일본어: コメコメ)

성우 - 타카모리 나츠미
- 팜팜(일본어: パムパム)

성우 - 히오카 나츠미
- 멘멘(일본어: メンメン)

성우 - 한바 토모에
조력자
- 로즈마리(일본어: ローズマリー)

성우 - 마에노 토모아키
- 시나다 타쿠미/블랙 페퍼(일본어: 品田 拓海 / ブラックペッパー)

성우 - 우치다 유마

## 동시 방영
나만의 어린이 런치는 2022년 9월 23일에 개봉한 단편 애니메이션 영화이다.

### 개요
본 극장판과 동시 상영한 3DCG 단편 작품으로, 본 작품 및 『스타☆트윙클 프리큐어』, 『힐링굿♡프리큐어』, 『트로피컬 루즈! 프리큐어』의 역대 4 작품의 콜라보레이션 작품. 4 작품의 프리큐어가 등장한다.

### 등장인물

#### 딜리셔스 파티♡프리큐어
나고미 유이/큐어 프레셔스(일본어: 和実 ゆい / キュアプレシャス)
성우 - 히시카와 하나
후와 코코네/큐어 스파이시(일본어: 芙羽 ここね / キュアスパイシー)
성우 - 시미즈 리사
하나미치 란/큐어 얌얌(일본어: 華満 らん / キュアヤムヤム)
성우 - 이구치 유카
카사이 아마네/큐어 피날레(일본어: 菓彩 あまね / キュアフィナーレ)
성우 - 카야노 아이
코메코메(일본어: コメコメ)
성우 - 타카모리 나츠미
팜팜(일본어: パムパム)
성우 - 히오카 나츠미
멘멘(일본어: メンメン)
성우 - 한바 토모에

#### 트로피컬 루즈! 프리큐어
나츠우미 마나츠/큐어 섬머(일본어: 夏海 まなつ / キュアサマー)
성우 - 파이루즈 아이
스즈무라 산고/큐어 코랄(일본어: 涼村 さんご / キュアコーラル)
성우 - 하나모리 유미리
이치노세 미노리/큐어 파파야(일본어: 一之瀬 みのり / キュアパパイア)
성우 - 이시카와 유이
타키자와 아스카/큐어 플라밍고(일본어: 滝沢 あすか / キュアフラミンゴ)
성우 - 세토 아사미
로라/큐어 라메르(일본어: ローラ / キュアラメール)
성우 - 히다카 리나
쿠루룬(일본어: くるるん)
성우 - 타나카 아이미

#### 힐링굿♡프리큐어
하나데라 노도카/큐어 그레이스(일본어: 花寺 のどか / キュアグレース)
성우 - 유우키 아오이
사와이즈미 치유/큐어 퐁텐(일본어: 沢泉 ちゆ / キュアフォンテーヌ)
히라미츠 히나타/큐어 스파클(일본어: 平光 ひなた / キュアスパークル)
후우린 아스미/큐어 어스(일본어: 風鈴 アスミ / キュアアース)
라비린(일본어: ラビリン)
성우 - 카쿠마 아이
페기땅(일본어: ペギタン)
냐토랑(일본어: ニャトラン)
라떼(일본어: ラテ)

#### 스타☆트윙클 프리큐어
호시나 히카루/큐어 스타(일본어: 星奈 ひかる / キュアスター)
성우 - 나루세 에이미
하고로모 라라/큐어 밀키(일본어: 羽衣 ララ / キュアミルキー)
아마미야 에레나/큐어 솔레유(일본어: 天宮 えれな / キュアソレイユ)
카구야 마도카/큐어 셀레네(일본어: 香久矢 まどか / キュアセレーネ)
유니/큐어 코스모(일본어: ユニ / キュアコスモ)
후와(フワ)
성우 - 키노 히나
프룬스(プルンス)